# Kraśnik smugowiec
Kraśnik smugowiec (Zygaena brizae) – gatunek motyla z rodziny kraśnikowatych.

## Biologia i ekologia
Motyl ten zamieszkuje środowiska otwarte i  nasłonecznione, m.in. łąki, pastwiska i murawy kserotermiczne.               
Imago latają w czerwcu i lipcu. W ciągu roku na świat przychodzi jedno pokolenie gąsienic, żerujących na ostrożeniu głowaczu i ostrożeniu łąkowym.

## Występowanie
Gatunek palearktyczny. Występuje w środkowej i południowej Europie oraz w rejonie Kaukazu i środkowej Azji. W Polsce osiąga swoją północną granicę zasięgu – występuje bardzo nielicznie, w ciągu ostatnich kilku dekad obserwowany był jedynie w Małopolsce i na Podkarpaciu.